# 株式新聞
株式新聞（かぶしきしんぶん、英語: The Kabushiki Shimbun）は、1949年創刊の証券専門紙。紙版を休刊するまで、証券専門紙中トップのシェアを持っていた。略称は「株新」（かぶしん）。運営はSBIグローバルアセットマネジメント傘下のウエルスアドバイザー株式会社。
なお、月刊『投資手帖』を発行する日本株式新聞社との関係は一切ない。

## 概要
1949年（昭和24年）3月24日に設立された旧株式新聞社によって、同年8月15日に創刊された。主な読者は個人投資家など一般人で、証券業界や金融商品取引業界相手の業界紙というよりも専門紙に位置付けされる。
紙面での発行を行なっていた時期は、朝日新聞の販売網などを通じ、朝刊として日本全国に宅配されていたが、早刷り版が株式市場終了後に夕刊としてキヨスクなどで販売されていた。駅売りの認知度が一般的に高いため、夕刊紙として分類されることもあった。東京都内の駅売りでは、夕刊フジ、日刊ゲンダイ、東京スポーツに次いで夕刊専業紙4位の売り上げを誇っていた。また、1980年代までは月刊の縮刷版も発行していた。
かつては東京証券取引所がある東京都中央区日本橋兜町に本社・編集局を構えていたが、1992年（平成4年）、東京都江東区辰巳の営団地下鉄（現・東京メトロ）有楽町線辰巳駅近くに自社ビルを建設した。しかし、1990年代末に山一證券が廃業した頃から証券専門紙の市場縮退が進み、2000年（平成12年）、同業他紙の日刊投資新聞が廃刊。その一方で株式新聞は長年のライバル関係にある日本証券新聞を追い抜き、証券専門紙でトップシェアの地位を確立、他の同業紙だった株式市場新聞、證券新報、証券日刊を軒並み休廃刊に追い込んだ。ところが、株式新聞自体もインターネットの普及による紙面販売部数の落ち込みによる苦戦は否めず、同年、本社を毎日新聞の子会社東日印刷に売却した。
2005年4月にSBIホールディングス系のモーニングスター (現：SBIグローバルアセットマネジメント）を引受先とする第三者割当増資を実施して同社の持分法適用関連会社となった。2007年4月、モーニングスターを引受先とする第三者割当増資を実施して同社の連結子会社となった。
2008年（平成20年）4月1日、モーニングスターは旧株式新聞社を吸収合併した。旧株式新聞社が運営していたWebサイトは2008年10月3日付でモーニングスターのサイトに一旦は統合され、同年11月4日付紙面から、題字デザインを伝統の「緑」からモーニングスターのコーポレートカラーに合わせて「赤」に刷新した。
2013年（平成25年）6月3日付で株式新聞の有料電子版を展開していく関係で『株式新聞Web』が復活した。日刊紙だが、発行は土日・祝日を除く平日のみである（東京株式市場が開いている日のみ発行のため）。
その後東京都中央区築地のオフィスビルを経て、2018年（平成30年）現在は東京・六本木の泉ガーデンタワーにあるSBIホールディングスの本社と同所に移転した。

2020年12月24日、2021年4月よりデジタル版へ完全移行すると発表。2021年3月をもって紙媒体を休刊した。2021年4月、モーニングスターは吸収分割により株式新聞事業をイー・アドバイザーに承継させた。2023年3月30日、イー・アドバイザーがウエルスアドバイザーに吸収合併されたことにより運営もウエルスアドバイザーが担うことになった

## 問題となった報道
2000年（平成12年）5月、第85代内閣総理大臣森喜朗がビル・クリントン（第42代アメリカ合衆国大統領）との会談の場において、出鱈目な英語の挨拶を行ったという報道が、7月末開催の九州・沖縄サミット開催に併せ、本紙2000年7月14日付に掲載された。この記事に講談社の写真週刊誌『フライデー』（7月21日発売号）、文藝春秋の週刊誌『週刊文春』（8月5日発売号）等が追随した。なお、週刊朝日はこの話に当初から懐疑的であり、経緯について検証記事を載せている。事実は毎日新聞論説委員高畑昭男による創作であり、森はこのデマを批判している。